# Крістіна Стейна
Крістіна Стейна (28 листопада 1995) — латвійська плавчиня. Учасниця Чемпіонату світу з водних видів спорту 2017, де в попередніх запливах на дистанціях 50 і 100 метрів на спині посіла, відповідно, 44-те і 39-те місця й не потрапила до півфіналів.